# Wrząca (powiat czarnkowsko-trzcianecki)
Wrząca – osada w Polsce położona w województwie wielkopolskim, w powiecie czarnkowsko-trzcianeckim, w gminie Trzcianka.
W latach 1975–1998 miejscowość należała administracyjnie do województwa pilskiego.